# 乌韦阿
乌韦阿（瓦利斯语：ʻUvea）是位于南太平洋的法国海外集体领地瓦利斯和富图纳的三个王国之一（其它两个王国是阿洛和锡加韦）。王国首府马塔乌图也是瓦利斯和富图纳的首府。

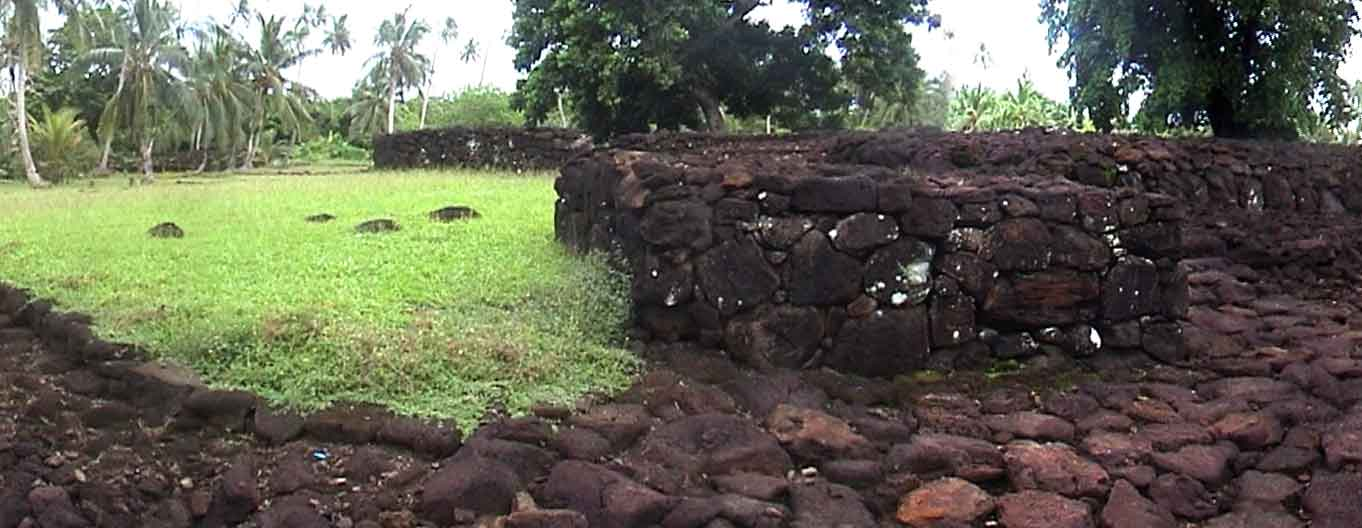
Talietumu遗址

1860年到1896年的乌韦阿王国旗帜

## 行政区划
乌韦阿王国由3个区组成，下辖21个市。
| 区     | 人口 （2013年人口普查） |
| ------ | ----------------------- |
| 希希福 | 2009                    |
| 哈哈克 | 3529                    |
| 姆阿   | 3046                    |